# Stipa-Caproni
Stipa-Caproni — итальянский однодвигательный экспериментальный самолёт, разработанный инженером Луиджи Стипа и построенный фирмой Caproni в 1932 году.

## Описание
Луиджи Стипа родился в 1900 году. В 1932 году им был разработан проект самолёта Stipa-Caproni. Центральная идея, ради которой проект был реализован, заключалась в предположении, что воздушный винт, помещённый в коническую трубу, будет работать намного эффективнее. Стипа потратил несколько лет на математический расчёт оптимальных параметров конструкции будущего самолёта.
Основным материалом для изготовления самолёта стало дерево. Испытания проводил лётчик-испытатель Доменико Антонини. Расчёт конструктора во многом оправдался. Винт, помещённый в трубу, обеспечивал бо́льшую тягу, самолёт был очень тих и устойчив в полёте, быстро набирал высоту. Посадочная скорость составила всего 68 км/ч.
Однако большое лобовое сопротивление сводило на нет все достоинства, поэтому дальнейшего развития идея не получила. Тем не менее необычная конструкция детально изучалась во всём мире. Некоторые историки авиации полагают, что идеи, заложенные в конструкцию, подвели конструкторов к созданию турбовентиляторного двигателя.
В 2000 году любители авиации из Австралии построили реплику самолёта.

## Лётно-технические характеристики
- Экипаж — 1 чел.;
- Длина — 6,04 м;
- Высота — 3,24 м;
- Размах крыла — 14,30 м;
- Масса:
  - пустого — 595 кг;
  - максимальная взлётная — 850 кг;

- Двигатель — de Havilland Gipsy III 120 л. с. (90 кВт);
- Максимальная скорость — 133 км/ч;
- Скорость приземления — 68 км/ч.